# 불가리아 유대인
불가리아 유대인(불가리아어: Български Евреи; 히브리어: יהודות בולגריה)의 역사는 거의 2,000년 전으로 거슬러 올라간다. 유대인들은 기원후 2세기 이전부터 불가리아의 역사적인 땅에서 지속적으로 존재해 왔으며 불가리아의 역사에서 종종 중요한 역할을 했다.
오늘날, 대부분의 불가리아 유대인들은 이스라엘에 살고 있는 반면, 오늘날 불가리아는 여전히 소수의 유대인들을 수용하고 있다.

## 오스만 제국의 지배
1396년 불가리아 제국의 오스만 정복이 완료될 때까지, 비딘, 니코폴, 실리스트라, 플레벤, 소피아, 얌볼, 플로브디프 (필리포폴리스), 스타라자고라에 상당한 규모의 유대인 공동체가 있었다.
1470년, 바이에른에서 추방된 아슈케나짐이 도착했고, 동시대 여행자들은 소피아에서 이디시어를 자주 들을 수 있었다고 언급했다. 16세기 중반에 소피아의 랍비에 의해 살로니키에서 아슈케나지 기도서가 인쇄되었다. 1494년을 시작으로, 스페인에서 추방된 스파라드 유대인은 살로니카, 마케도니아, 이탈리아, 라구사, 그리고 보스니아를 거쳐 불가리아로 이주했다. 그들은 오스만 통치 불가리아의 주요 무역 중심지이기도 했던 기존의 유대인 인구 중심지에 정착했다.  이 시점에서 소피아는 세 개의 분리된 유대인 공동체인 아슈케나짐과 세파르딤을 초대했다. 이것은 1640년까지 계속되었고, 이후 세 집단 모두에 단일 랍비가 임명되었다.
17세기에는 불가리아에서 사바타이 제비의 아이디어가 인기를 끌었고, 가자의 나단과 사무엘 프리모와 같은 그의 운동 지지자들이 소피아에서 활동했다. 유대인들은 파자르지크와 같은 새로운 무역 중심지를 포함한 여러 지역에 계속 정착했고, 그들에게 주어진 특권과 1688년 치프로브치 봉기에 참여했던 많은 라구사 상인들의 추방으로 인해 그들의 경제 활동을 확장할 수 있었다.

## 현대 불가리아
불가리아는 1877년부터 1878년까지 일어난 러시아-튀르크 전쟁을 종식시킨 베를린 조약에 따라 건국되었다. 이 조약의 조건에 따라 불가리아 유대인들은 동등한 권리를 부여받았다. 1909년, 불가리아의 페르디난트 1세와 다른 중요한 손님들이 참석한 가운데 거대하고 웅장한 소피아 회당이 축성되었다. 유대인들은 불가리아군에 징집되어 세르비아-불가리아 전쟁 (1885년), 발칸 전쟁 (1912년~1913년), 그리고 제1차 세계 대전에서 싸웠다. 제1차 세계 대전 이후의 뇌이 조약은 다른 불가리아 시민들과 유대인들의 평등을 강조했다. 1920년대와 1930년대에 로드나 자쉬티타와 라트니크와 같은 파시스트와 반유대주의 단체들이 설립되어 영향력을 키웠다.
제2차 세계 대전 이전 몇 년 동안, 유대인 공동체의 인구 증가율은 다른 민족 집단에 비해 뒤처졌다. 1920년에는 불가리아 인구의 0.9%에 해당하는 16,000명의 유대인이 있었다. 1934년까지 유대인 공동체의 규모는 48,565명으로 증가하였고, 절반 이상이 소피아에 거주하고 있었지만, 일반 인구의 0.8%에 불과했다. 라디노어는 대부분의 공동체에서 지배적인 언어였지만, 젊은이들은 종종 불가리아어를 말하는 것을 선호했다. 시온주의는 호베베이 시온 이래로 지역 주민들 사이에서 완전히 지배적이었다.

## 제2차 세계 대전 이후 및 디아스포라
전쟁이 끝난 후, 유대인 인구의 대부분은 이스라엘로 떠났고, 현재 불가리아에 살고 있는 유대인은 1,162명(2011년 인구 조사에 따르면 1,162명)뿐이다. 이스라엘 정부 통계에 따르면 1948년부터 2006년 사이에 불가리아에서 이스라엘로 이민 온 사람들은 43,961명으로, 불가리아 유대인들은 소련, 루마니아, 폴란드에 이어 유럽 국가에서 온 네 번째로 큰 집단이 되었다. 불가리아 밖으로의 다양한 이주는 주로 이스라엘뿐만 아니라 미국, 캐나다, 호주, 일부 서유럽 및 라틴 아메리카 국가에서 불가리아 유대인의 후손을 낳았다.
불가리아의 유대인 공동체 대표들은 2023년 3월 보리스 3세가 홀로코스트로부터 불가리아의 유대인들을 구하기로 결정한 지 80주년을 기념하는 공식 행사에 참석하지 않았다. 알렉산드르 오스카 살롬 불가리아 유대인 단체 회장은 불가리아가 나치 독일의 동맹국이고 불가리아가 제2차 세계 대전 당시 점령했던 인근 지역의 유대인 살해를 용이하게 한 점을 불참 이유로 꼽았다.